# Hynek Bítovský z Lichtenburka
Hynek Bítovský z Lichtenburka byl český šlechtic z rozrodu Ronovců.

## Život
Již v mládí byl určen k církevní kariéře. Roku 1346 mu byl přislíben kanonikát v Olomouci. Poté vystřídal několik církevních postů (prebend), byl arcijáhnem olomouckým, kanovník pražský a vyšehradský a v roce 1373 kanovník olomoucký. 
V majetkových poměrech vlastnil spolu s bratry část Bítova, roku 1355 ji však odprodal svému bratru Jindřichovi. 
Jakožto církevní hodnostář se neoženil a zemřel bezdětný.